# Ballinrobe
Ballinrobe (iriska: Baile an Róba) är en ort i republiken Irland.   Den ligger i grevskapet Maigh Eo och provinsen Connacht, i den nordvästra delen av landet, 200 km väster om huvudstaden Dublin. Ballinrobe ligger 26 meter över havet och antalet invånare är 2 704.
Terrängen runt Ballinrobe är platt. Runt Ballinrobe är det ganska glesbefolkat, med 23 invånare per kvadratkilometer. Närmaste större samhälle är Claremorris, 17,9 km nordost om Ballinrobe. Trakten runt Ballinrobe består i huvudsak av gräsmarker.